# DFS Classic 1994
Birmingham Classic 1994 — жіночий тенісний турнір, що проходив на відкритих трав'яних кортах. Це був 13-й турнір. Відбувся в Edgbaston Priory Club у Бірмінгемі (Англія) з 6 до 12 червня 1994 року.

## Учасниці
| \| Спортсменка \| Країна \| Сіяна \| \| --------------------- \| ------ \| ----- \| \| Зіна Гаррісон-Джексон \| \| 1 \| \| Лорі Макніл \| \| 2 \| \| Іва Майолі \| \| 3 \| \| Наталі Тозья \| \| 4 \| \| Бренда Шульц \| \| 5 \| \| Патті Фендік \| \| 6 \| \| Мередіт Макґрат \| \| 7 \| \| Пем Шрайвер \| \| 8 \| \| Лариса Савченко \| \| 9 \| \| Міріам Ореманс \| \| 10 \| \| Крістін Редфорд \| \| 11 \| \| Рейчел Макквіллан \| \| 12 \| \| Елна Рейнах \| \| 13 \| \| Йоаннетта Крюгер \| \| 14 \| \| Лаура Голарса \| \| 15 \| \| Клер Вуд \| \| 16 \| | Нижче наведено учасниць, які отримали вайлд-кард на участь в основній сітці: - Джо Дьюрі - Монік Джейвер - Клер Тейлор Нижче наведено гравчинь, які пробились в основну сітку через стадію кваліфікації: - Ізабель Демонжо - Керрі-Енн Г'юз - Марезе Жубер - Шеннен Маккарті - Ніколь Пратт - Жулі Пуллен - Ширлі-Енн Сіддалл - Олена Татаркова Учасниці, що потрапили до основної сітки як щасливий лузер: - Джулі Стівен |       |
| Спортсменка | Країна | Сіяна |
| Зіна Гаррісон-Джексон | США | 1     |
| Лорі Макніл | США | 2     |
| Іва Майолі | Хорватія | 3     |
| Наталі Тозья | Франція | 4     |
| Бренда Шульц | Нідерланди | 5     |
| Патті Фендік | США | 6     |
| Мередіт Макґрат | США | 7     |
| Пем Шрайвер | США | 8     |
| Лариса Савченко | СРСР | 9     |
| Міріам Ореманс | Нідерланди | 10    |
| Крістін Редфорд | Австралія | 11    |
| Рейчел Макквіллан | Австралія | 12    |
| Елна Рейнах | ПАР | 13    |
| Йоаннетта Крюгер | ПАР | 14    |
| Лаура Голарса | Італія | 15    |
| Клер Вуд | Велика Британія | 16    |

## Фінали

### Одиночний розряд
Лорі Макніл —  Зіна Гаррісон-Джексон 6–2, 6–2
- Для Макніл це був перший титул за сезон і 10-й — за кар'єру.

### Парний розряд
Зіна Гаррісон-Джексон /  Лариса Савченко —  Кетрін Берклей /  Керрі-Енн Г'юз 6–4, 6–4
- Для Гаррісон-Джексон це був 1-й титул у парному розряді за сезон і 20-й — за кар'єру. Для Савченко це був 4-й титул в парному розряді за сезон і 45-й — за кар'єру.